# Jasmineae
Jasmineae Lam. & DC., 1806 è una tribù di piante angiosperme appartenenti alla famiglia delle Oleacee.

## Etimologia
Il nome della tribù deriva dal suo genere tipo Jasminum L., 1753 la cui etimologia fa riferimento ad una versione latina medioevale di un nome persiano (Yasemin) e arabo (Yasamin, Yzmin o Ysmin) per delle piante profumate bianche. Nome che venne ripreso dalla tradizione dal botanico francese Joseph Pitton de Tournefort (Aix-en-Provence, 5 giugno 1656 – Parigi, 28 dicembre 1708) prima ancora di Linneo. Il nome scientifico della tribù è stato definito per la prima volta dal naturalista, zoologo, botanico, enciclopedista e chimico francese Jean-Baptiste Lamarck (Bazentin-le-Petit, 1º agosto 1744 – Parigi, 18 dicembre 1829) e dal botanico e micologo svizzero Augustin Pyrame de Candolle (Ginevra, 4 febbraio 1778 – Ginevra, 9 settembre 1841) nella pubblicazione "Synopsis Plantarum in Flora Gallica Descriptarum. Paris - 216" del 1806.

## Descrizione

### Portamento
Il portamento delle specie di questa tribù è arbustivo o rampicante; raramente è erbaceo (Menodora). La forma biologica prevalente è fanerofite cespugliose (P caesp), ossia sono piante perenni e legnose (sempreverdi o decidue), con gemme svernanti poste ad un'altezza dal suolo maggiore di 30 cm con portamento cespuglioso. In alcune specie il fusto ha una sezione quadrangolare a causa della presenza di fasci di collenchima posti nei quattro vertici.

### Foglie

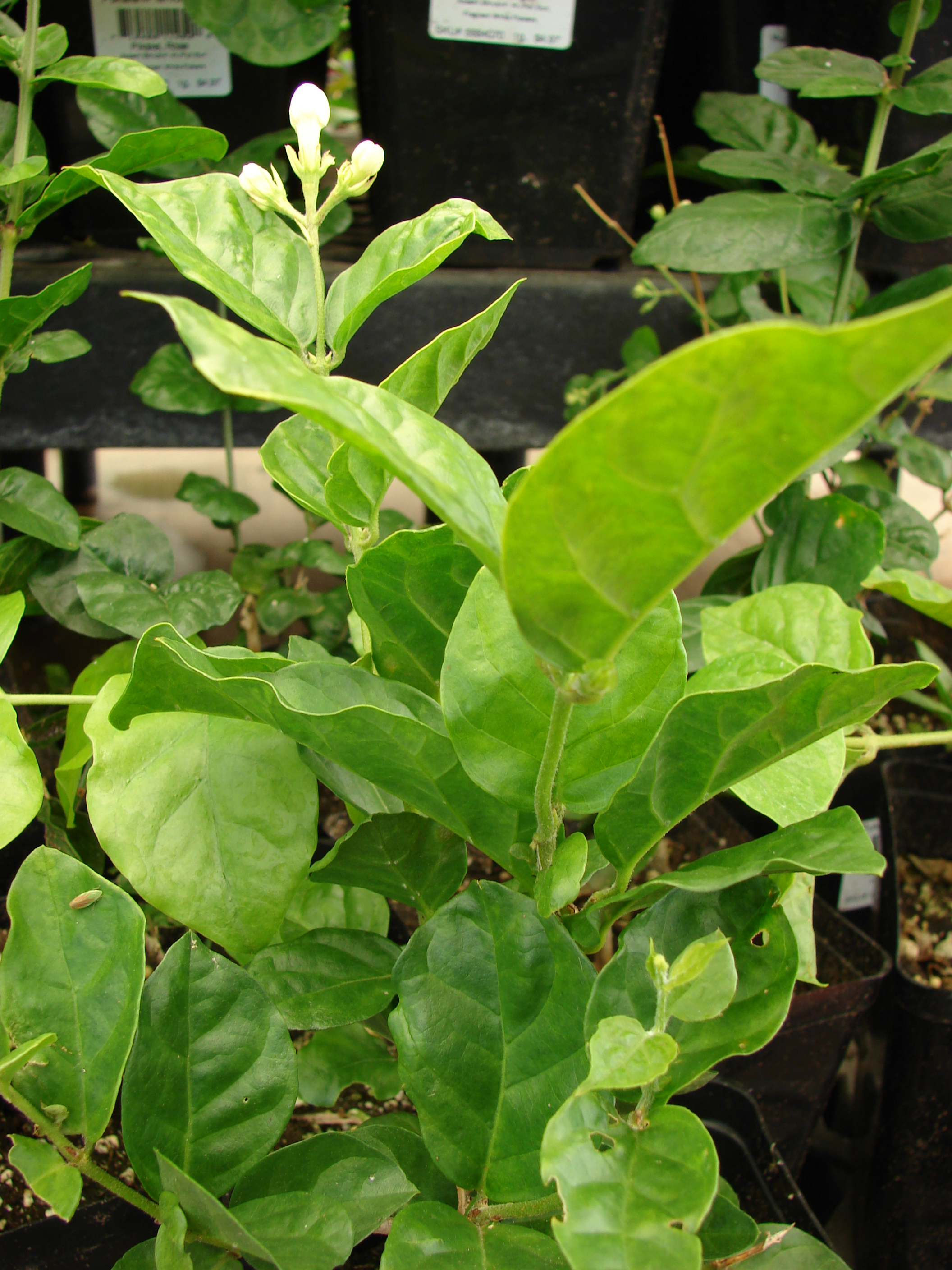
Le foglie
Jasminum sambac

Le foglie lungo il caule sono disposte in modo opposto oppure alterno (raramente a verticilli). La lamina può essere sia semplice che composta da più foglioline, oppure di tipo pennato/imparipennato. I piccioli possono essere articolati (Jasminum). Non sono presenti stipole.

### Infiorescenze

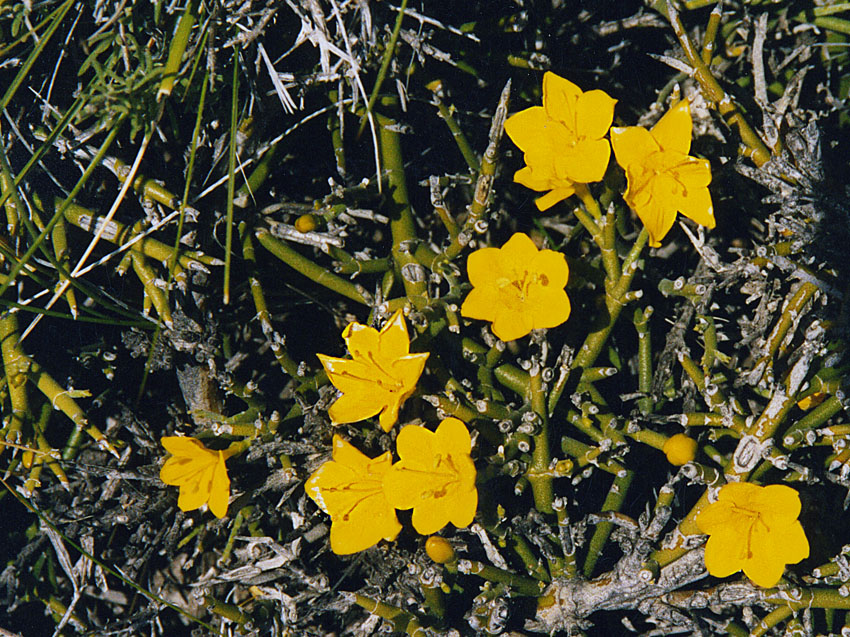
Infiorescenza
Menodora robusta

Le infiorescenze sono a portamento ascellare o terminale e sono di tipo cimoso-panicolato o subombrelliformi. Il numero dei fiori varia da pochi a tanti. Sono presenti delle brattee a forma subulata o lineare, a volte simili alle foglie superiori.

### Fiori

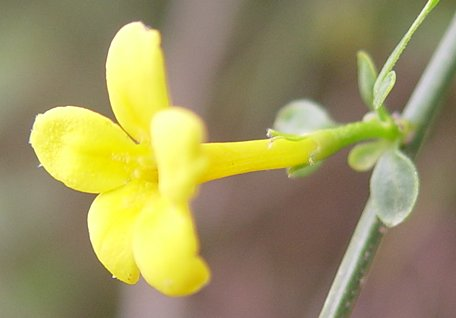
I fiori
Jasminum fruticans

I fiori sono ermafroditi, attinomorfi e tetraciclici (ossia formati da 4 verticilli: calice– corolla – androceo – gineceo) e tetrameri (ogni verticillo ha 4 elementi). In Jasminum i fiori sono eterostili. Spesso sono fragranti.
- Formula fiorale. Per la famiglia di queste piante viene indicata la seguente formula fiorale:[10][11]

* K (4), [C (4), A 2], G (2), supero, bacca/capsula.
- Il calice  è gamosepalo e termina con 4 - 16 lobi sottili (in genere è ridotto).
- La corolla è gamopetala con i petali uniti alla base a forma di imbuto. I lobi in genere sono 4, 5 o 6; in Jasminum termina con 12 lobi. Il portamento dei lobi può essere embricato. I colori sono giallo, bianco e raramente rosso.
- L'androceo è formato da 2 stami inclusi e adnati a metà del tubo della corolla. I filamenti sono brevi. Le antere, dorsofisse e introrse, sono formate da due teche con deiscenza longitudinale. Il polline è tricolpato.
- Il gineceo è bicarpellato (sincarpico - formato dall'unione di due carpelli) ed ha un ovario supero, biloculare con fino a 4 (2 in Jasminum) ovuli eretti per loculo. Gli ovuli sono provvisti di un solo tegumento e sono tenuinucellati (con la nocella, stadio primordiale dell'ovulo, ridotta a poche cellule).[13] La placentazione è assile. Lo stilo è unico e termina capitato o con due stigmi.

### Frutti
Il frutto è una bacca (spesso le bacche sono due saldate lateralmente) oppure una capsula biloba membranosa indeiscente o a deiscenza completa (Menodora). I semi sono privi di endosperma.

## Biologia
Le specie di questa tribù si riproducono per impollinazione entomogama o anemogama..
I semi, dopo aver eventualmente percorso alcuni metri a causa del vento (dispersione anemocora), cadendo a terra sono dispersi soprattutto da insetti tipo formiche (mirmecoria).

## Distribuzione e habitat
Le specie di questa tribù sono più o meno cosmopolite (Menodora si trova in prevalenza nell'emisfero boreale). L'habitat varia da quello tropicale a quello delle regioni temperate calde.

## Tassonomia
La famiglia delle Oleaceae comprende 27 generi e circa 600 specie con distribuzione cosmopolita dalle regioni tropicali fino a quelle temperate.
Il numero cromosomico delle specie di questo gruppo è: 2n = 22, 24 e 26.

### Generi
La tribù è formata da tre generi e oltre 230 specie:
- Chrysojasminum Banfi, 1753 (10 specie)
- Jasminum L., 1753 (202 spp.)
- Menodora Humb. & Bonpl., 1812 (26 spp.)

In Europa sono presenti le seguenti specie:
- Chrysojasminum fruticans (L.) Banfi
- Chrysojasminum odoratissimum (L.) Banfi
- Jasminum azoricum L.
- Jasminum humile L.
- Jasminum nudiflorum Lindl.
- Jasminum officinale L.

In Italia, allo stato spontaneo (esotiche naturalizzate), sono presenti:
- Chrysojasminum fruticans (L.) Banfi (gelsomino giallo) - Distribuzione: in Liguria e in Sicilia.
- Jasminum officinale (gelsomino comune) - Distribuzione: nella Penisola, assente nelle isole.
- Jasminum nudiflorum Lindl. - Distribuzione: Italia settentrionale.
- Jasminum mesnyi Hance - Distribuzione: segnalata solamente in Lombardia.

### Filogenesi
All'interno della famiglia la tribù Jasmineae è "gruppo fratello" della tribù Oleeae (entrambe le specie delle due tribù contengono sostanze "oleoside"). Questo gruppo può essersi separato dal resto della famiglia circa 48 - 39 milioni di anni fa. Il genere Jasminum è parafiletico in quanto le specie di Menodora sono inserite al suo interno; mentre la tribù è senz'altro monofiletica. La monofilia è sostenuta anche da un punto di vista morfologico in quanto la frutta è l'unica della famiglia ad essere biloba (sia le capsula che le bacche). In effetti lo sviluppo di questi due apparentemente diversi tipi di frutta nella parte iniziale è molto simile, differiscono solamente nelle fasi finali.

## Usi
Di questa tribù le specie del gelsomino (Jasminum) sono quelle più diffuse in Europa a scopo ornamentale. Sembra sia stato Vasco de Gama a portare nel Portogallo le prime specie di questo gruppo dalla costa del Malabar. Molte specie sono coltivate per l'industria profumiera.